# Seabourn Odyssey
El MV Seabourn Odyssey es un crucero de lujo operado por Seabourn Cruise Line. La quilla del buque fue colocada en el Astillero CIMAR el 15 de julio de 2007. Su casco fue el primero construido en ese astillero. El Seabourn Odyssey fue equipado en el astillero T. Mariotti en Génova, Italia. Cuando se puso en servicio en 2009, fue el primer barco nuevo de Seabourn en más de una década. El barco se completó en mayo de 2009, unas semanas antes de lo previsto. El barco realizó pruebas en el mar el 22 de mayo de 2009 y la ceremonia de nombramiento tuvo lugar en Venecia, Italia, el 24 de junio de 2009. El Seabourn Odyssey fue entregado por T. Mariotti el 29 de junio de 2009 y se informó que costó 550 millones de euros.
Un barco gemelo, Seabourn Sojourn, se botó en 2010.
En junio de 2017, se completó un reacondicionamiento interior de cinco días en Seabourn Odyssey. Se renovaron camarotes, baños y un restaurante.
En julio de 2019, el barco completó otra remodelación, anunciada como una "actualización de tecnología y diseño". El barco estuvo en dique seco en Génova durante diez días, lo que permitió al contratista reacondicionar las áreas públicas y algunas suites.